# Horebeke
Horebeke là một đô thị ở tỉnh Oost-Vlaanderen. Đô thị này bao gồm các thị xã Sint-Kornelis-Horebeke và Sint-Maria-Horebeke. Tại thời điểm ngày 1 tháng 1 năm 2006 Horebeke có tổng dân số 2.004 người. Tổng diện tích là 11,20 km² với mật độ dân số là 179 người trên mỗi km².
Giáo khu Corsele ở Sint-Maria-Horebeke có một nhà thờ Tin lành xây năm 1872 và một viện bảo tàng dành cho Abraham Hans xây năm 1812. Đã có tín đồ Tin lành ở Sint-Maria-Horebeke từ Cải cách Kháng cách thế kỷ 16.